# Barnaba Oriani
Barnaba Oriani ( Garegnano (hoy parte de Milán),17 de julio de 1752-Milán, 12 de noviembre de 1832) fue un sacerdote, geodesta, astrónomo y científico italiano.

## Biografía
Oriani nació en Garegnano (hoy parte de Milán), hijo de un albañil, y murió en Milán.
Tras realizar su educación primaria en Garegnano, pasó a estudiar en el Colegio de San Alejandro de Milán, bajo la tutela y con el apoyo de la Orden de los Barnabitas, a la que posteriormente ingresó. Después de completar sus estudios de humanidades, ciencias físicas y matemáticas, filosofía y teología, fue ordenado sacerdote en 1775.
Cuando Napoleón Bonaparte estableció la república de Lombardía, Oriani se negó a prestar juramento contra la monarquía, y el nuevo gobierno republicano modificó el juramento de lealtad en su nombre. Lo mantuvieron en su puesto en el observatorio y lo hicieron presidente de la comisión designada para regular el nuevo sistema de pesos y medidas.
Cuando la república se convirtió en reino napoleónico, Oriani recibió la Corona de Hierro y la Legión de Honor, fue nombrado conde y senador, y fue designado para medir el arco del meridiano entre los cenit de Rímini y Roma.
Oriani era un devoto amigo del monje teatino Giuseppe Piazzi, el descubridor de Ceres. Oriani y Piazzi trabajaron juntos durante treinta y siete años, cooperando en muchas observaciones astronómicas. 

## Astronomía
Dado su gran interés por la astronomía, fue nombrado miembro del personal del Observatorio de Brera en Milán en 1776, convirtiéndose en astrónomo asistente en 1778 y director en 1802. En 1778 comenzó a publicar varias disertaciones en profundidad sobre objetos astronómicos, las Effemeridi di Milano (Efemérides de Milán).
Un astrónomo muy capaz, su trabajo comenzó a atraer considerable atención. Sus investigaciones en las áreas de la refracción astronómica, la oblicuidad de la eclíptica y la teoría orbital fueron de considerable importancia en sí mismas; pero su mayor logro fue su detallada investigación del planeta Urano, que había sido descubierto por William Herschel en 1781. Oriani dedicó mucho tiempo a las observaciones de Urano, calculando sus elementos orbitales, que publicó como un folleto de tablas en 1793.
Después de que otros demostraron que Urano no estaba en una órbita parabólica sino más bien en una órbita aproximadamente circular, calculó la órbita en 1783. En 1789, Oriani mejoró sus cálculos teniendo en cuenta los efectos gravitacionales de Júpiter y Saturno.
Además de sus continuas contribuciones a los Effemeridi, publicó una serie de memorias sobre trigonometría esférica: la Memorie dell'Istituto Italiano, 1806-10, y la Istruzione suelle misure e sui pesi, 1831.
Por su trabajo en astronomía fue honrado al nombrar al asteroide 4540 "Oriani". Este asteroide había sido descubierto en el Osservatorio San Vittore de Bolonia, Italia, el 6 de noviembre de 1988.

## Teorema de Oriani
En De refractionibus astronomicis, Oriani demostró que la refracción astronómica podría desarrollarse como una serie de potencias impares de (tangente Z), donde Z es la distancia cenital observada. Johann Heinrich Lambert había obtenido anteriormente una serie de este tipo, quien eliminó todos los términos excepto el primero. Sin embargo, Oriani investigó los términos superiores y descubrió que ninguno de los dos primeros términos dependía de la estructura de la atmósfera.
El desarrollo en serie que obtuvo fue efectivo hasta 85 grados desde el cenit. Sin embargo, a diferencia de aproximaciones anteriores, la expresión de dos términos de Oriani no dependía de una hipótesis sobre la temperatura atmosférica o la densidad del aire en relación con la altitud . Por tanto, los efectos de la curvatura atmosférica sólo dependen de la temperatura y la presión en la ubicación del observador.
El teorema de Oriani explica por qué el modelo de densidad uniforme de Cassini funciona bien excepto cerca del horizonte: la refracción atmosférica desde el cenit hasta una distancia cenital de 70° no depende de la distribución del gas.